# Music from the Film More
Music from the Film More (укр. Музика із фільму «Більше») — третій альбом британського рок-гурту Pink Floyd, випущений 27 липня 1969 року. Альбом є саундтреком до німецько-американського фільму More Барбета Шредера, записаний в березні 1969 року в Студії Еббі Роуд (Abbey Road Studios). В альбомі можна почути змінені версії композицій, які були використані в фільмі, а пісня «Seabirds» («Морські птахи»), яку можна почути у фільмі, взагалі не потрапила в цей альбом. Альбом досяг дев'ятого місця в хіт-парадах у Великій Британії та 153-го місця в США. У 1987 році альбом був випущений на CD. CD у новому цифровому мастерінгу був виданий у 1995 році у Великій Британії та в 1996 році в США. Дизайном обкладинки займалася студія «Hipgnosis» Сторма Торгесона. На обкладинці відображений кадр з фільму.
Фільм More був повчальною історією для хіпі, в якій підкреслювалася відмінність між «гарними» та «поганими» наркотиками на тлі рокового кохання. Члени гурту вважали, що в фільмі слід показані деякі аспекти тогочасної молодіжної культури, і на прикладі Сіда Баррета дізнатися, до чого може призвести зловживання наркотиками. Щоправда, самі музиканти не відносили цей альбом до числа своїх успіхів, вважаючи його слабким і поспішним, тим не менш, деякі пісні з нього виконувались на концертах протягом наступних кількох років. Важливо також і те, що гурт отримав можливість побавитися в студії з власними ідеями, а в текстах Вотерса намітилися теми, які будуть характеризувати творчість гурту вже в 1970-ті роки.

## Учасники запису
- Девід Ґілмор — гітара, вокал;
- Нік Мейсон — ударні, перкусія, вокал на «Corporal Clegg»;
- Річард Райт — клавішні, орган, вокал;
- Роджер Вотерс — бас-гітара, вокал.

## Композиції

### Cirrus Minor
Відзеркалює стан Штефана після вживання ним героїну та марихуани. Хоча сам Вотерс ніколи не пробував героїн, про його дію йому докладно розповідав Баррет. Як і The Beatles, Pink Floyd були піонерами використання в записах звукових ефектів, бібліотека яких знаходилась неподалік від студії, де записувалися як ті, так і інші.

### The Nile Song
Є першою спробою гурту в стилі хеві-метал і стала результатом нічного джему в студії. Це класична казка про русалок, які заманюють та топлять необережних чоловіків. Виконується під час першої зустрічі Штефана і Естелли, ця пісня повинна була, на думку режисера, служити вказівкою на фатальний характер їхнього зв'язку.

### Crying Song
Чутна в фільмі з магнітофону в кімнаті Естелли в місті Ібиці. Вона покликана віддзеркалювати стан Штефана, який, щоб врятувати Естеллу, погоджується замість неї стати підручним наркодилера доктора Вольфа. Таким чином він погоджується зі своєю долею раба кохання. В словах пісні це віддзеркалено в натяку на «сізифову роботу» («допоможи мені відкинути камінь»).

### Up The Khyber (Juke Box)
Чутна в фільмі відразу за попередньою, коли Штефан перевертає стрічку. Швидкі залпи барабанів, на які накладаються демонічні удари Райта по клавішах, супроводжують сцену, де Штефан виявляє, що Естелла продовжує колоти героїн. Вільна джазова композиція нагадує перші досліди групи в 1966 році. Хайберський перевал — важкодосяжна гірська ділянка, яка зв'язує Афганістан та Пакистан, часто використовувалася для транспортування героїну. Вираз «Khyber pass» також має в лондонському римованому слензі «кокні», значення «дупа». Назву пісні цілком можна перекласти як «Вгору по дупі».

### Green Is the Colour
Виконується на тлі ідилічної сцени, де Штефан та Естелла блукають оголені на лоні природи, курять гашиш та кохаються. Потім вона повторюється ще раз, коли Штефан дізнається, що до нього Естелла вже згубила двох чоловіків. Тут Вотерс вперше користується образами сонячного та місячного світла щоб позначити добру та злу сторони людської душі. Штефан бачить добро в Естеллі, але розуміє, що її краса, ідеалізм та доброта будуть, зрештою, приховані її темної стороною. В подальшому ця тема буде докладно розвинена в Dark Side Of The Moon.

### Cymbaline
«Cymbaline», як визнав Вотерс, була написана після нічного кошмару, який він пережив незадовго до початку роботи над альбомом, і спочатку називалася «Nightmare» частиною сюїти «The Man». За відсутності Баррета Роджер фактично залишився на чолі групи, і це нове положення з усією відповідальністю лягло на нього великим тягарем. Доктор Стрейндж — герой коміксів, який користувався особливою популярністю в психоделічній тусовці, який мав здатність змінювати свою зовнішність та переноситися в інші виміри. Що ж стосується назви пісні, то, можливо, вона має якесь відношення до п'єси Шекспіра «Cymbeline», хоча незрозуміло, яку саме.

### Party Sequence
Виконується на вечірці, в перший день перебування Штефана на Ібиці, де він п'є, палить марихуану та ревнує Естеллу до власника готелю доктора Вольфа, з яким вона спить. В розпачі він б'є дівчину, однак потім вони миряться, і справа закінчується ліжком. Це найкоротша композиція з усього записаного гуртом матеріалу. Проста мелодія, виконується на флейті невідомим музикантом, накладена на енергійні удари бонгів Мейсона. В фільмі композиція виконується групою обірваних обкурених хіпі.

### Main Theme
Вперше виконується в фільмі, під час початкових титрів. Вона також коротко повторюється ближче до кінця фільму, коли Штефану стає цілком очевидно, що він зайшов в глухий кут. Ця мінорна імпровізація нагадує ранні композиції гурту на кшталт «А Saucerful Of Secrets». Як коротка інструментальна п'єса вона виконувалася на концертах до 1970 року.

### Ibiza Bar
«Ibiza Bar», по суті, є репризою «The Nile Song». Це друга композиція, яка звучить в фільмі. Вона чутна в одному з паризьких барів, де Штефан зустрічає свого досвідченого приятеля Чарлі.

### More Blues
Коротка електронно-блюзова п'єса, яка, здається, так і не отримала нормального розвитку. Але це було зроблено цілком свідомо. В фільмі композиція виконується після епізоду з викраденням Естелли людьми Вольфа, які вимагають від неї повернути вкраденний героїн. Єдиною альтернативою є в'язниця, тому Штефан з дівчиною повертаються в місто, де він змушений працювати в барі готелю і торгувати наркотиками, щоб розрахуватися з боргами.

### Quicksilver (Water-Pipe)
Багатьма вважається найкращою в альбомі. Цей ретельно відпрацьований звуковий колаж нагадує епохальний виступ «Games For May» в Queen Elizabeth Hall в травні 1967 року. Починаючи зі звуку, коли Райт водить пальцем по струнах роялю, запис потім прискорюється та сповільнюється вручну. Ця надзвичайно тривожна частина плавно переходить в епічну імпровізацію, характерну для музики PINK FLOYD того часу. Ударами гонгу, звуками віброфону та іншими ефектами композиція покликана передати стан Штефана та Естелли, які в своєму літньому котеджі палять марихуану через кальян. Естелла також переконує Штефана спробувати героїн. Пісня звучить в фільмі ще раз під час їхнього тріпу під ЛСД. Елементи цієї композиції створили основу для п'єси «Sleep», що є частиною сюїти «The Man».

### A Spanish Piece
Сольний твір Гілмора, в якому він демонструє гарне знання іспанського стилю «фламенко». Барбет Шредер сказав музикантам, що йому необхідна музика, яка за сюжетом повинна доноситься з приймача під час сцени в барі. Дейв настільки вжився в роль, що навіть спробував вимовити в середині композиції якісь фрази іспанською мовою. Всупереч основному задуму Шредера ця п'єса супроводжує в фільмі сцену в вестибюлі готелю доктора Вольфа, де Штефан намагається знайти Естеллу і, в підсумку, знаходить її в кімнаті Вольфа.

### Dramatic Theme
Є варіацією «Main Theme». У фільмі вона супроводжує сцену, де Естелла довго не повертається додому, і Штефан, щоб вгамувати свої ревнощі, вирішує знову вдатися до героїну, від якого пара відмовилася після «ЛСД-терапії». Цей момент слабкості знаменує собою початок кінця для Штефана.